# Santé mondiale

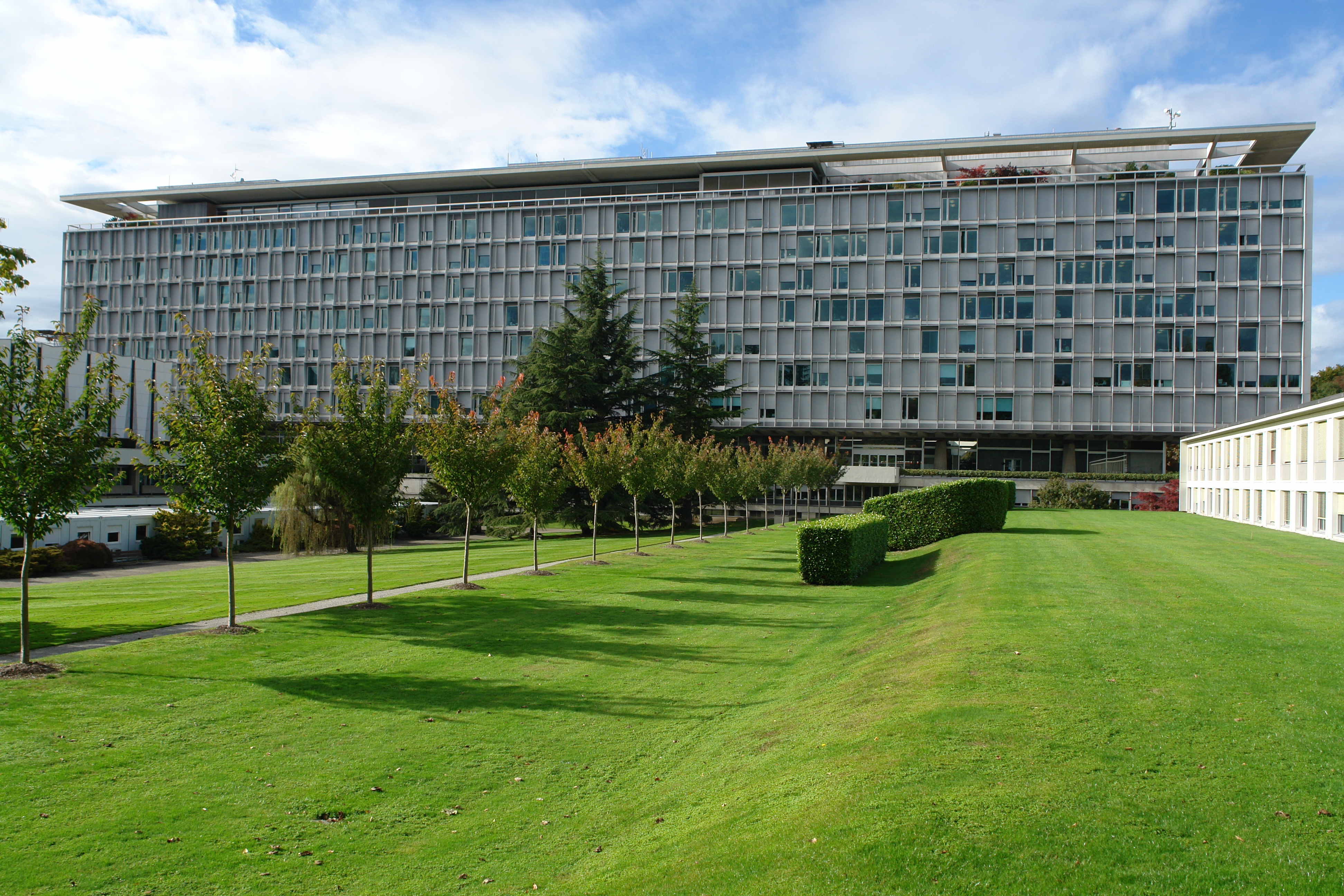
Bureau-chef de l'Organisation mondiale de la santé à Genève en Suisse.

La santé mondiale est une approche interdisciplinaire visant à améliorer la santé des populations à travers le monde.
Selon A. Lakoff (2010) et Youde (2012), ce concept renvoie aux facteurs influençant (directement ou indirectement) la santé de tous et chacun, par-delà les frontières nationales.Le terme a été défini comme « le domaine d'étude, de recherche et de pratique qui accorde la priorité à l'amélioration de la santé et à l'équité en matière de santé pour tous les peuples du monde »,. En 2023, aux Etats-Unis, un rapport des Académies nationales des sciences, d'ingénierie et de médecine recommande au département américain des anciens combattants et au ministère américain de la Santé et des Services sociaux de s'allier pour créer un « Centre national pour l'innovation de la santé mondiale », qui serait chargé de soutenir, mettre à l'échelle et intégrer les soins de santé mondiale dans le système de santé santé national. Selon ce rapport, la santé mondiale est « un modèle de soins qui aborde les déterminants sociaux et structurels à l'origine d'une mauvaise santé, en se concentrant sur les priorités et les objectifs des personnes, des familles et des communautés. Les soins de santé globale se concentrent sur la promotion de la résilience, la prévention des maladies et la restauration de la santé (...) le Whole Health Care utilise une approche interprofessionnelle basée sur l'équipe des soins de santé, ancrée dans les relations de confiance ».
Tous les problèmes qui transcendent les frontières nationales et/ou qui ont un impact politique ou économique international ou mondial intéressent ce domaine. La santé mondiale inclut par exemple la santé mentale ainsi que la réduction des inégalités de santé, et les disparités économiques et la protection contre les risques sanitaires qui transcendent les frontières nationales (préparation et lutte contre les pandémies incluses).
La santé mondiale est plus vaste que les programmes d'aide internationale mis en place par les pays riches pour soutenir les pays en développement. Elle peut être mesurée en fonction des enjeux sanitaires qui influencent la santé de populations entières.

## Pilotage mondial
L'Organisation des Nations unies permet de faire converger les États vers des objectifs de santé mondiale.
La principale institution qui s'occupe de la santé mondiale est l'Organisation mondiale de la santé, notamment soutenue par l'UNICEF, l'OIE et le Programme alimentaire mondial. L'historienne Chloé Maurel a montré qu'en adoptant récemment le concept de "santé mondiale" ou "santé globale", l'OMS a développé une conception plus intégrée de la santé, prenant en compte le fait que les maladies et épidémies se développant dans un coin du monde peuvent maintenant rapidement toucher les autres parties du monde, dans la planète aujourd'hui très interconnectée par les déplacements accrus, et que l'état de santé dans un pays dépend de l'état de santé dans d'autres pays. L'approche doit donc devenir globale.
Néanmoins, au 21e siècle, la gouvernance internationale des grands enjeux de santé mondiale est évolutive et prend des formes plus complexes.  Elle est portée par des initiatives multiples et des réseaux d’acteurs imbriqués (fonds verticaux, partenariats public-privés, programmes bilatéraux, initiatives régionales, grandes fondations privées, ONG internationales, universités et centres de recherche, ou encore industries de conseil et alliances du secteur privé).